# Бухарестский скоростной трамвай
Бухарестский скоростной трамвай (рум. Metroul ușor) — система легкорельсового транспорта в Бухаресте, Румыния. Она управляется Societatea de Transport Bucuresti (STB), муниципальным оператором общественного транспорта.

## История
В системе скоростного трамвая используется более современный подвижной состав, чем на обычных линиях.
Первая линия (41) была открыта в 2002 году и проходит через западную часть города (от стадиона «Генча» футбольного клуба «Стяуа Бухарест» на юго-западе до Дома свободной прессы на севере). Она перескается 3 маршрутом на площади Пресеи-Либере и 47 на Генче.
Трамвайные линии легкорельсового транспорта 32 и 21 также используют новый или модернизированный подвижной состав. 32 пересекается с 8, 23, 27, 7 и 47 маршрутами. 21 с 16 и автобусной линией 605.
Линии 1 и 10 образуют кольцо вокруг центра Бухареста: линия 10 курсирует по часовой стрелке (от Ромприм — Пьяца Судулуй — Шура Маре — Шосеауа Вилор — Пасай Басараб — Букур Обор — Под Михай Браву — Пьяца Судулуй — Ромприм), а линия 1 курсирует против часовой стрелки (от Ромприм — Пьяца Судулуй — Под Михай Браву — Букур Обор — Пасай Басараб — Шошауа Вилор — Шура Маре — Пьяца Судулуй — Ромприм).